# Kauffman Fellows Program
カウフマン・フェローシップ は、設立者のEwing Marion Kauffmanの名前にちなんで付けられたベンチャーキャピタリストのための2年間の教育、ネットワーク、リーダーシップ開発プログラムです。 カウフマン・フェローズ・プログラムは、将来のベンチャーキャピタリストの発掘、教育、指導、ネットワークづくりを行う非営利団体で、20年の歴史を持っています。2011年現在、250名以上のフェローが卒業し、米国内外のベンチャー企業で活躍しています。
現在、500人以上の卒業生が、40カ国以上でベンチャーキャピタル、政府、企業、大学、新興企業のイノベーション活動をリードしています。2013年現在、カウフマン・フェローは合計で60億ドルのベンチャーキャピタル投資を行い、何百もの新規企業の成長、150億ドルの年間経常収益、5万人の雇用の創出に貢献しています。

## カウフマン・フェローシップ
カウフマン・フェローは、ベンチャーキャピタルと起業家の間の理解と関係を改善することにより、投資家が起業家のベンチャーキャピタルへのアクセスを向上させるための、2年間の権威あるプログラムです。
カウフマン・フェローシップは、アカデミックなフェローシップとは異なり、授業料に基づく制度です。カウフマン・フェローは、スポンサーであるベンチャーキャピタル企業でフルタイムで働き、その企業がフェローの授業料を負担します。
カウフマン・フェロー・プログラムは、カリフォルニア州パロアルトに本部を置き、社会全体の起業家精神の育成を目的とした501(c)(3)の大学院教育機関であるCenter for Venture Educationによって運営されています。カウフマン・フェロー・プログラムの使命は、ベンチャーキャピタルにおける新たなグローバルリーダーを発掘、育成、ネットワーク化することです。
カウフマン・フェローシップを検討している企業や個人にとって得られる価値は、(1）投資実習、（2）リーダーシップ開発、（3）グローバルネットワークの3つの軸で評価することができます。

## 投資育成
カウフマン・フェローは、この困難で変化の激しい時代に、業界全体で実践されている投資アプローチの全水域に効率的かつ重要な形で触れることができるのです。ベンチャー投資家を中心に、起業家、リミテッド・パートナー、政策の専門家、学識経験者など、第一線で活躍する実務家がアイデアを発表し、司会進行役を務めます。その結果、広く十分な情報を得た上で、自分のキャリアを継続的に有効活用するための基礎となるものです。

## リーダーシップの育成
2年間のフェローシップ期間中、各クラスはリーダーシップのアプローチや人間力を高めるためのさまざまなトピックを探求し、評価します。カウフマン・フェローは、自分自身の対人関係の長所と短所を公式・非公式に評価し、自分が他人からどう見られているか、その理由を明確かつ建設的に考えることができるようになります。その目的は、共感、信頼、誠実さ、適応性を高めることです。これらは、協調的なリスクテイク、高度な技術や業務の評価、忍耐強い決断力に依存する世界では極めて重要な特性です。

## グローバルネットワーク
アーリーステージ・ベンチャー投資の成功は、常に認知度とアクセスに左右される。有望なベンチャー企業について知るだけでは十分ではなく、そのテーブルにつくための場所を獲得しなければなりません。カウフマン・フェロー協会では、人々が集まり、ビジネスの成長を助ける知識と人間関係に投資することに専念しています。カウフマン・フェロー・ソサエティは、その勢いを増し、国際的な拡大を遂げたことで、現在では、結束が固く、優れた立場の、同じ考えを持つプロフェッショナルの集団となっています。設立当初のメンバーから最新の卒業生、サポートするメンター、パートナー、教授陣、学部長、そして世界中でLPや起業家として活躍する本プログラムの多くの仲間に至るまで、全員がオープンで協力的なのです。個人でも企業でも、2年間のカウフマン・フェローシップは、この繁栄と信頼に基づいたネットワークに参加し、貢献するためのゲートウェイとなります。

## ベンチャーエデュケーションセンター
カウフマン・フェロー・プログラムは、Ewing Marion Kauffman Foundationの取り組みとして始まり、2000年に同財団からスピンアウトしました。 現在は、 パロアルト (カリフォルニア州)にあるベンチャー教育センターが運営しています。

## 著名なカウフマン・フェロー
- Trish Costello, Portfolia
- Mamoon Hamid,[7] Social Capital
- Jenny Lee, GGV Capital
- Jason Green,[8] Emergence Capital
- Shailendra Singh,[9] Sequoia Capital
- Chris Lyons, Andreessen Horowitz
- Phil Wickham,[10] Sozo Ventures
- Jeff Harbach[11]
- Collin West[12]
- Mala Gaonkar
- Michael McCullough
- Justin Rockefeller[13]
- Winslow Sargeant

## 参考情報
1. ↑  http://kauffmanfellows.org/about/faqs, accessed 2013-08-05
2. ↑  “Archived copy”. 2010年8月19日時点のオリジナルよりアーカイブ。2010年9月5日閲覧。
3. ↑  Perlroth, Nicole. “Midas: The Methodology” (英語). Forbes 2018年7月1日閲覧。
4. ↑  “Endeavor participates in Kauffman Fellows Program, focused on venture capital” (英語) 2018年7月11日閲覧。
5. ↑  “Dundee Venture Capital's Mark Hasebroock named Nebraska's first Kauffman Fellow - Silicon Prairie News” (英語). Silicon Prairie News. (2017年7月18日) 2018年7月1日閲覧。
6. ↑  https://blogs.wsj.com/venturecapital/2012/01/12/truebridge%E2%80%99s-second-fund-of-funds-good-news-for-kauffman-fellows/
7. ↑  “Mamoon Hamid: Executive Profile & Biography - Bloomberg”. www.bloomberg.com. 2018年7月1日閲覧。
8. ↑  “Profile - Entrepreneurship - Harvard Business School” (英語). entrepreneurship.hbs.edu. 2018年1月14日閲覧。
9. ↑  “Shailendra Singh”. World Economic Forum. 2018年7月1日閲覧。
10. ↑  “Phil Wickham • Kauffman Fellows” (英語). Kauffman Fellows (2008年9月1日). 2018年1月14日閲覧。
11. ↑  Harbach, Jeff. “Jeff Harbach” (英語). Entrepreneur. 2018年1月14日閲覧。
12. ↑  “Collin West • Kauffman Fellows” (英語). Kauffman Fellows. (2014年7月1日) 2018年1月14日閲覧。
13. ↑  “Justin Rockefeller”.   Rockefeller Brothers Fund. 2014年9月23日閲覧。